# پاول یودین
پاول فدروویچ یودین (به روسی: Павел Фёдорович Юдин) (متولد ۶ سپتامبر [‌سبک قدیمی: ۲۶ اوت] ۱۸۹۹–۱۰ آوریل ۱۹۶۸) یک فیلسوف و مقام رسمی عضو حزب شوروی بود که متخصص در زمینه فرهنگ و جامعه‌شناسی بود و بعدها دیپلمات شوروی شد.

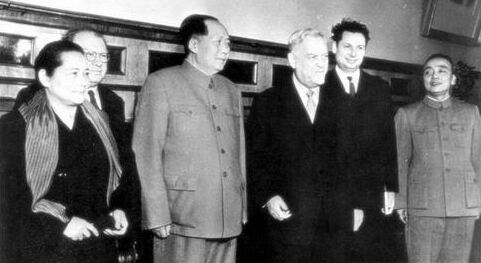
پاول یودین ایستاده در سمت چپ مائو تسه‌تونگ و نیکلای بولگانین

## زندگی‌نامه
او در یک خانواده فقیر رعیت روسی به دنیا آمد. یودین به عنوان اپراتور تراش‌دهی بر روی کارگاه خطوط راه‌آهن در سال‌های ۱۹۱۷ تا ۱۹۱۹ میلادی کار می‌کرد. او در سال ۱۹۱۸ به حزب کمونیست اتحاد شوروی پیوست که در سال‌های ۱۹۱۹ تا ۱۹۲۱ به خدمت ارتش سرخ درآمد. او در سال ۱۹۲۴ میلادی از دانشگاه زیوی‌اف (بعدها به اسم دانشگاه استالین تغییر نام داد) در لنینگراد فارغ‌التحصیل شد. بعد از آن او دوران فوق لیسانسش را در انجمن استادهای سرخ گذرانید. انجمن استادهای سرخ، جایی بود که او به یک اقلیت دانشجوها از ژوزف استالین بر علیه حق مخالفت که توسط نیکلای بوخارین داشت حمایت می‌کرد. حق مخالفت که بوخارین مخالفت می‌کرد بر علیه اجبار جمعی‌سازی کشاورزی بود.